# Запоріжвогнетрив
ПрАТ «Запоріжвогнетрив» (Запорізький вогнетривкий завод) — промислове підприємство з випуску вогнетривких виробів. Розташоване у Заводському районі міста Запоріжжя. Спеціалізується на виробництві шамотних, високоглиноземистих, магнезіальних і неформованих виробів.

## Історія

### Радянський період
Будівництво підприємства розпочалося у серпні 1929 року. Влітку 1933 року виробництво було введено в експлуатацію як шамотний цех металургійного комбінату «Запоріжсталь».
Восени 1939 року цех був виокремлений у самостійний завод.
До початку німецько-радянської війни завод випускав в основному шамотні вироби.
У 1941 році під час німецько-радянської війни частина обладнання підприємства відправлена на Челябінський металургійний завод, частина — на Богдановицький та Сухолозький вогнетривкі заводи. Основне промислове обладнання евакуйовано на Магнітогорський металургійний комбінат.
Після німецько-радянської окупації Запоріжжя підприємство відновило роботу лише у 1950 році, за що понад двохсот працівників були нагороджені орденами та медалями.
У післявоєнний період завод розбудовувався та реконструйований, в експлуатацію були введено нові цехи: магнезіальних, високоглиноземистих (1961), карбідокремнієвих виробів (1973); шамотно-випалювальний; побудовано змішувально-пресове відділення; кільцеві печі були замінені тунельними печами з автоматичним контролем режиму випалу.
До початку 1980-х років основною продукцією заводу були алюмосилікатні, магнезіальні, карбідокремнієві вироби і кусковий шамот.

### У Незалежній Україні
У 1995 році Запорізький вогнетривкий завод був реорганізований у відкрите акціонерне товариство (ВАТ).
У серпні 1997 року завод був внесений до переліку підприємств, що мають стратегічне значення для економіки і безпеки України.
10 листопада 1998 року Кабінет Міністрів України залишив у державній власності лише контрольний пакет акцій підприємства (25 % + 1 акція), а 18 січня 2000 року ухвалив рішення про продаж акцій, що ще залишилися в державній власності .
У квітні 2013 року, з дозволу Антимонопольного комітету України, контрольний пакет акцій «Запоріжвогнетрив» перейшов у власність голландської холдингової компанії «Metinvest B.V.» (материнська компанія міжнародної гірничо-металургійної групи «Метінвест»).
У 2014 року на базі шамотного, шамотовипалювального й високоглиноземистого цехів був створений алюмосилікатний цех.
У листопаді 2020 року компанія «Metinvest B.V.» разом з афільованими структурами стала власником 100 % акцій ПрАТ «Запоріжвогнетрив».